# Lapeirousia teretifolia
Lapeirousia teretifolia är en irisväxtart som först beskrevs av Daniel Geerinck och Al., och fick sitt nu gällande namn av Peter Goldblatt. Lapeirousia teretifolia ingår i släktet Lapeirousia och familjen irisväxter. Inga underarter finns listade i Catalogue of Life.